# Valle Salimbene
Valle Salimbene é uma comuna italiana da região da Lombardia, província de Pavia, com cerca de 1.350 habitantes. Estende-se por uma área de 7 km², tendo uma densidade populacional de 193 hab/km². Faz fronteira com Albuzzano, Cura Carpignano, Linarolo, Pavia, Travacò Siccomario.

## Demografia
| Variação demográfica do município entre 1861 e 2011                               |
|                                                                                   |
| Fonte: Istituto Nazionale di Statistica (ISTAT) - Elaboração gráfica da Wikipedia |